# Seissan
Seissan (Sheishan en gascon) est une commune française située dans le département du Gers, en région Occitanie. Sur le plan historique et culturel, la commune est dans le pays d'Astarac, un territoire du sud gersois très vallonné, au sol argileux, qui longe le plateau de Lannemezan.
Exposée à un climat océanique altéré, elle est drainée par le Gers, le Sousson, le Cédon et par divers autres petits cours d'eau. La commune possède un patrimoine naturel remarquable composé de quatre zones naturelles d'intérêt écologique, faunistique et floristique.
Seissan est une commune rurale qui compte 1 098 habitants en 2022.  Elle fait partie de l'aire d'attraction d'Auch. Ses habitants sont appelés les Seissanais ou  Seissanaises.
Le patrimoine architectural de la commune comprend trois  immeubles protégés au titre des monuments historiques : le château, inscrit en 1973, le château du Garrané, classé en 1978, et le pigeonnier de la Bernisse, inscrit en 2010.

## Géographie

### Localisation
La commune de Seissan se situe dans le Canton d'Astarac-Gimone et dans l'Arrondissement de Mirande, dans l'aire d'attraction d'Auch, dans la vallée du Gers. Elle se trouve à 19 km au sud d'Auch. Historiquement, Seissan fait partie de l'Astarac.

### Communes limitrophes
Les communes limitrophes sont  Clermont-Pouyguillès, Durban, Labarthe, Labéjan, Loubersan, Monferran-Plavès, Ornézan, Pouy-Loubrin et Tachoires.
| Durban, Labéjan      | Ornézan  | Monferran-Plavès |
| Loubersan            | Seissan  | Tachoires        |
| Clermont-Pouyguillès | Labarthe | Pouy-Loubrin     |

### Géologie et relief
L'altitude de la commune varie entre 168 et 283 mètres. La superficie est de 1 856 hectares.
Seissan se situe en zone de sismicité 2 (sismicité faible).

### Hydrographie

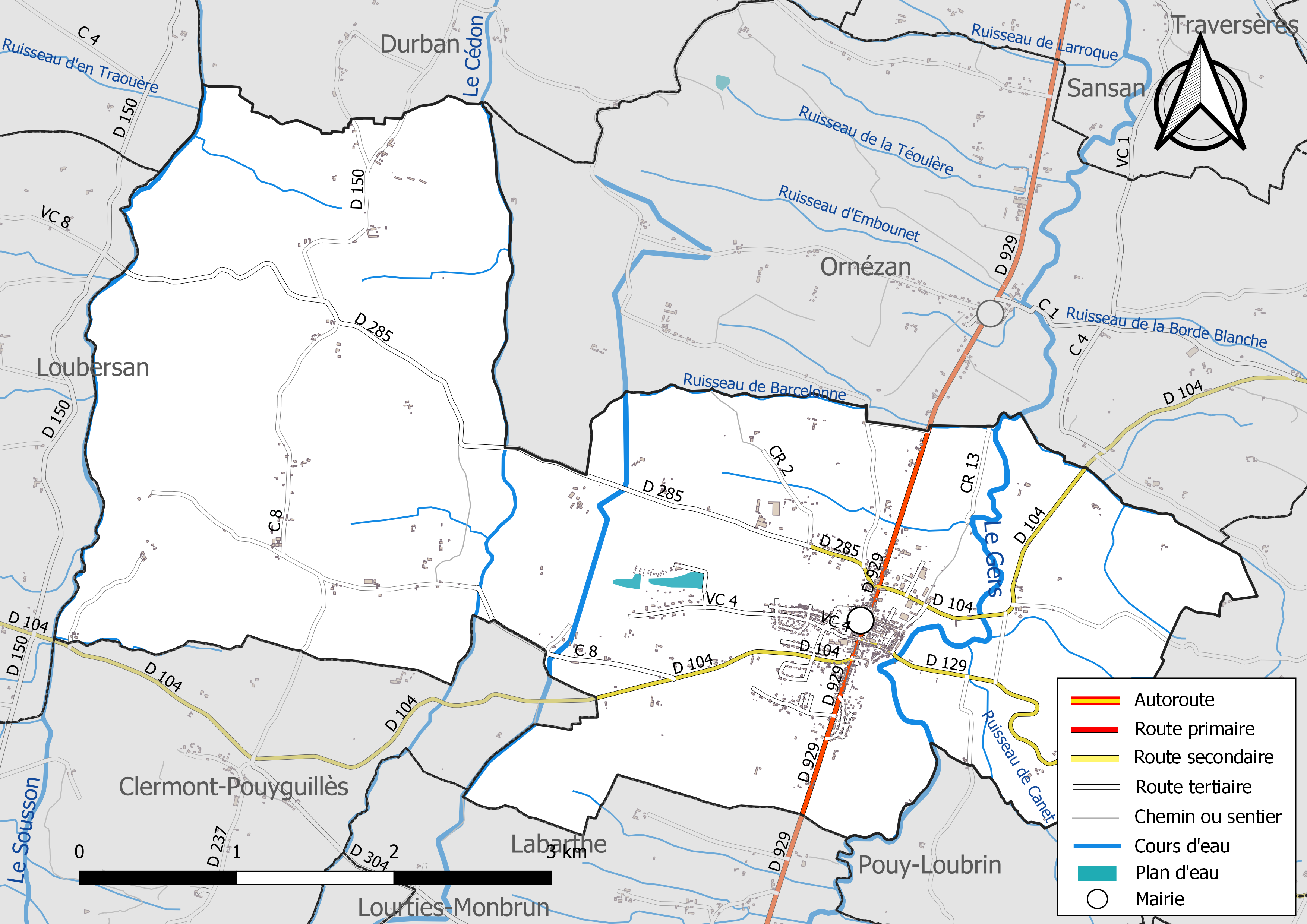
Réseaux hydrographique et routier de Seissan.

La commune est dans le bassin de la Garonne, au sein du bassin hydrographique Adour-Garonne. Elle est drainée par le Gers, le Sousson, le Cédon, le ruisseau de Barcelonne, le ruisseau de Canet, le ruisseau de Cantroubat, le ruisseau des Moulères le ruisseau de Vidaillan et par divers petits cours d'eau, qui constituent un réseau hydrographique de 22 km de longueur totale,.
Le Gers, d'une longueur totale de 175,4 km, prend sa source dans la commune de Lannemezan et s'écoule vers le nord. Il traverse la commune et se jette dans la Garonne à Layrac, après avoir traversé 47 communes.
Le Sousson, d'une longueur totale de 33,8 km, prend sa source dans la commune d'Aujan-Mournède et s'écoule vers le nord. Il traverse la commune et se jette dans le Gers à Auch, après avoir traversé 15 communes.

### Climat
Pour des articles plus généraux, voir Climat de l'Occitanie et Climat du Gers.
En 2010, le climat de la commune est de type climat du Bassin du Sud-Ouest, selon une étude s'appuyant sur une série de données couvrant la période 1971-2000. En 2020, Météo-France publie une typologie des climats de la France métropolitaine dans laquelle la commune est exposée à un climat océanique altéré et est dans la région climatique Aquitaine, Gascogne, caractérisée par une pluviométrie abondante au printemps, modérée en automne, un faible ensoleillement au printemps, un été chaud (19,5 °C), des vents faibles, des brouillards fréquents en automne et en hiver et des orages fréquents en été (15 à 20 jours).
Pour la période 1971-2000, la température annuelle moyenne est de 13 °C, avec une amplitude thermique annuelle de 15,5 °C. Le cumul annuel moyen de précipitations est de 770 mm, avec 10 jours de précipitations en janvier et 6,3 jours en juillet. Pour la période 1991-2020, la température moyenne annuelle observée sur la station météorologique la plus proche, située sur la commune de Mirande à 15 km à vol d'oiseau, est de 13,6 °C et le cumul annuel moyen de précipitations est de 818,5 mm,. Pour l'avenir, les paramètres climatiques de la commune estimés pour 2050 selon différents scénarios d’émission de gaz à effet de serre sont consultables sur un site dédié publié par Météo-France en novembre 2022.

### Milieux naturels et biodiversité
L’inventaire des zones naturelles d'intérêt écologique, faunistique et floristique (ZNIEFF) a pour objectif de réaliser une couverture des zones les plus intéressantes sur le plan écologique, essentiellement dans la perspective d’améliorer la connaissance du patrimoine naturel national et de fournir aux différents décideurs un outil d’aide à la prise en compte de l’environnement dans l’aménagement du territoire.
Deux ZNIEFF de type 1 sont recensées sur la commune :
les « coteaux du Cédon » (272 ha), couvrant 3 communes du département, et 
les « coteaux du Sousson » (772 ha), couvrant 6 communes du département
et deux ZNIEFF de type 2, : 
- les « coteaux du Gers d'Aries-Espénan à Auch » (13 191 ha), couvrant 31 communes dont 28 dans le Gers et trois dans les Hautes-Pyrénées[18] ;
- les « coteaux du Sousson de Samaran à Pavie » (2 695 ha), couvrant 14 communes du département[19].

Carte des ZNIEFF de type 1 et 2 à Seissan.
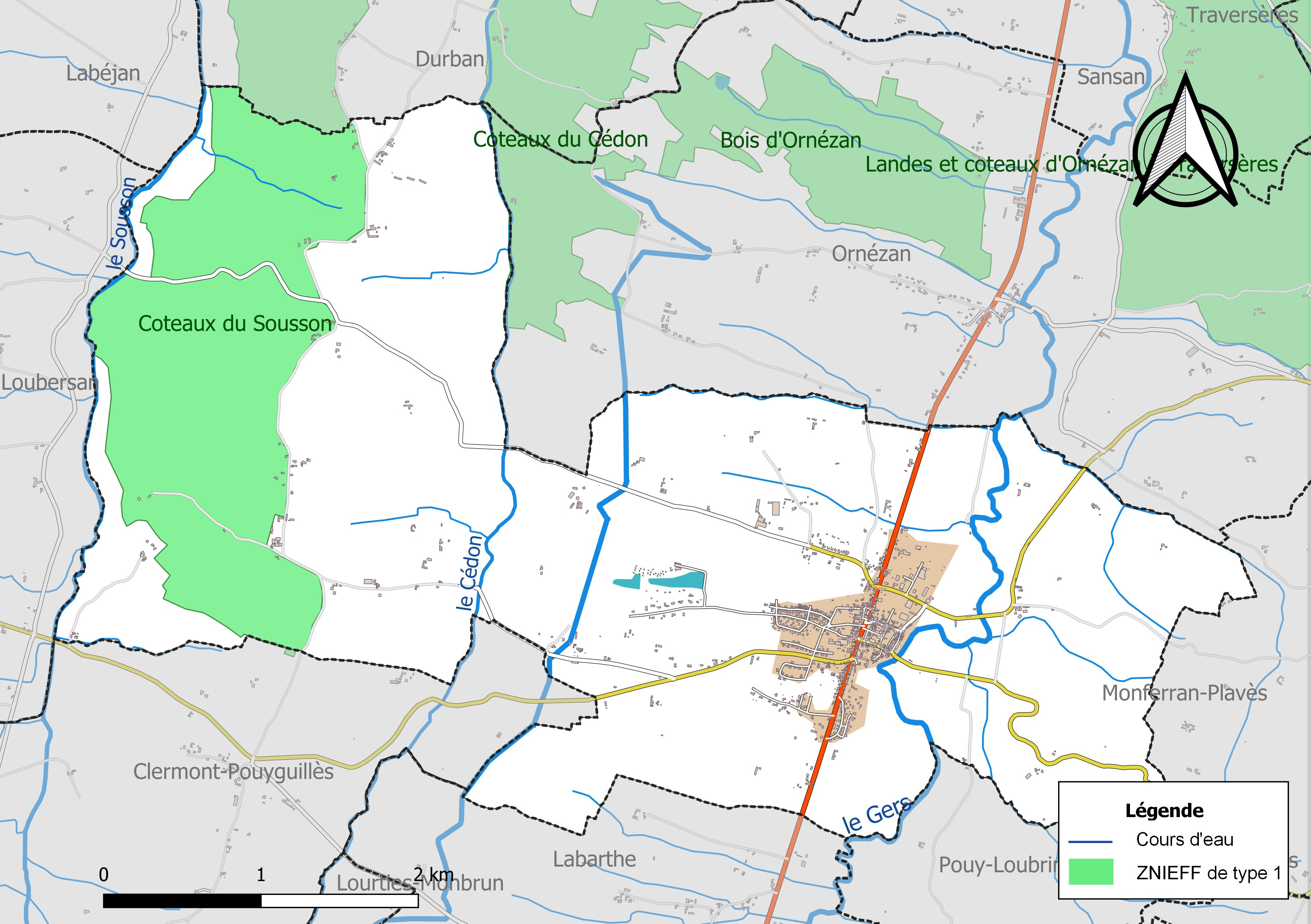
Carte des ZNIEFF de type 1 sur la commune.
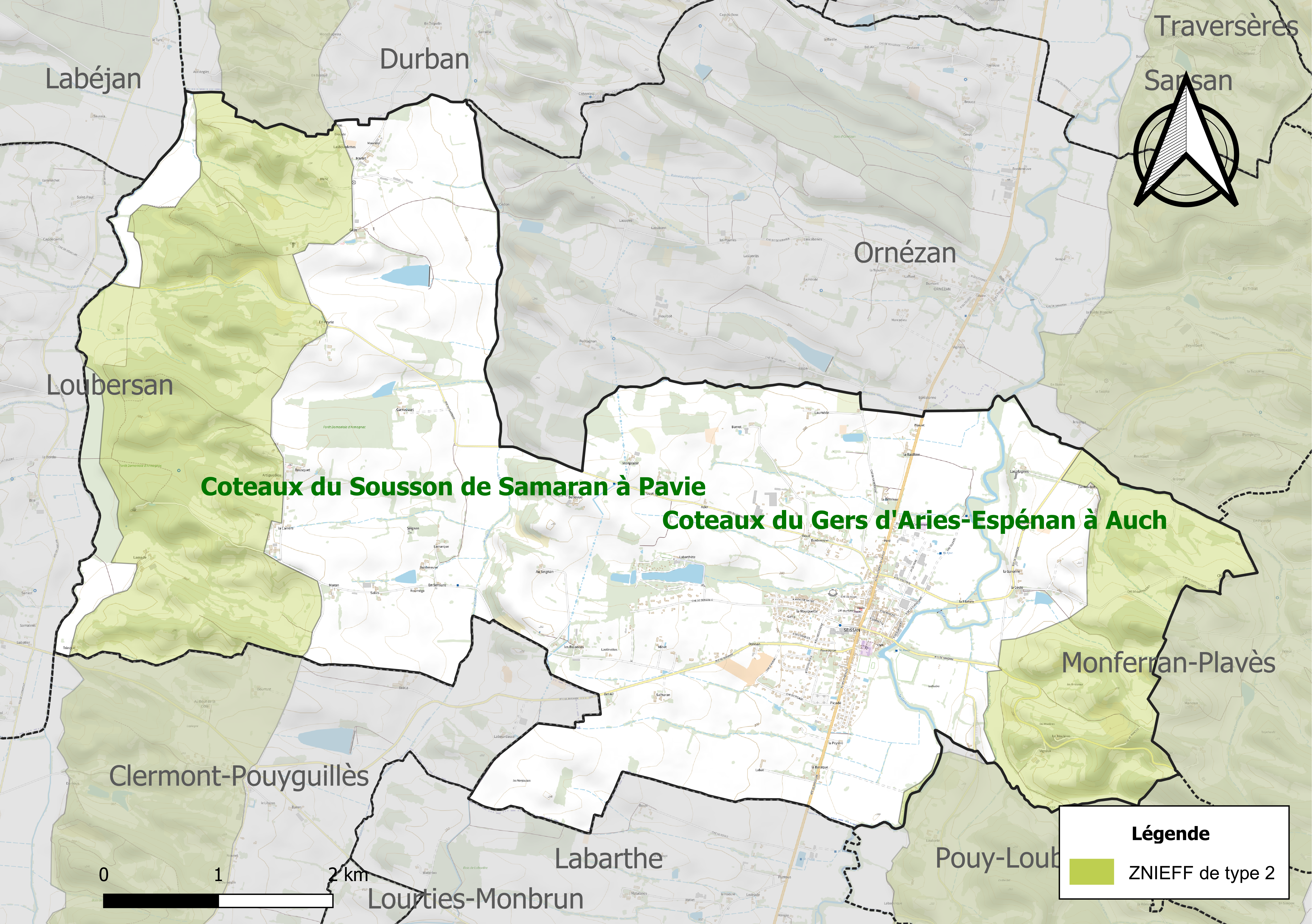
Carte des ZNIEFF de type 2 sur la commune.

## Urbanisme

### Typologie
Au 1er janvier 2024, Seissan est catégorisée bourg rural, selon la nouvelle grille communale de densité à sept niveaux définie par l'Insee en 2022.
Elle est située hors unité urbaine. Par ailleurs la commune fait partie de l'aire d'attraction d'Auch, dont elle est une commune de la couronne,. Cette aire, qui regroupe 112 communes, est catégorisée dans les aires de 50 000 à moins de 200 000 habitants,.

### Occupation des sols
L'occupation des sols de la commune, telle qu'elle ressort de la base de données européenne d’occupation biophysique des sols Corine Land Cover (CLC), est marquée par l'importance des territoires agricoles (87 % en 2018), une proportion sensiblement équivalente à celle de 1990 (86,2 %). La répartition détaillée en 2018 est la suivante : 
zones agricoles hétérogènes (54,1 %), terres arables (24,6 %), forêts (8,9 %), prairies (8,2 %), zones urbanisées (4,1 %). L'évolution de l’occupation des sols de la commune et de ses infrastructures peut être observée sur les différentes représentations cartographiques du territoire : la carte de Cassini (XVIIIe siècle), la carte d'état-major (1820-1866) et les cartes ou photos aériennes de l'IGN pour la période actuelle (1950 à aujourd'hui).

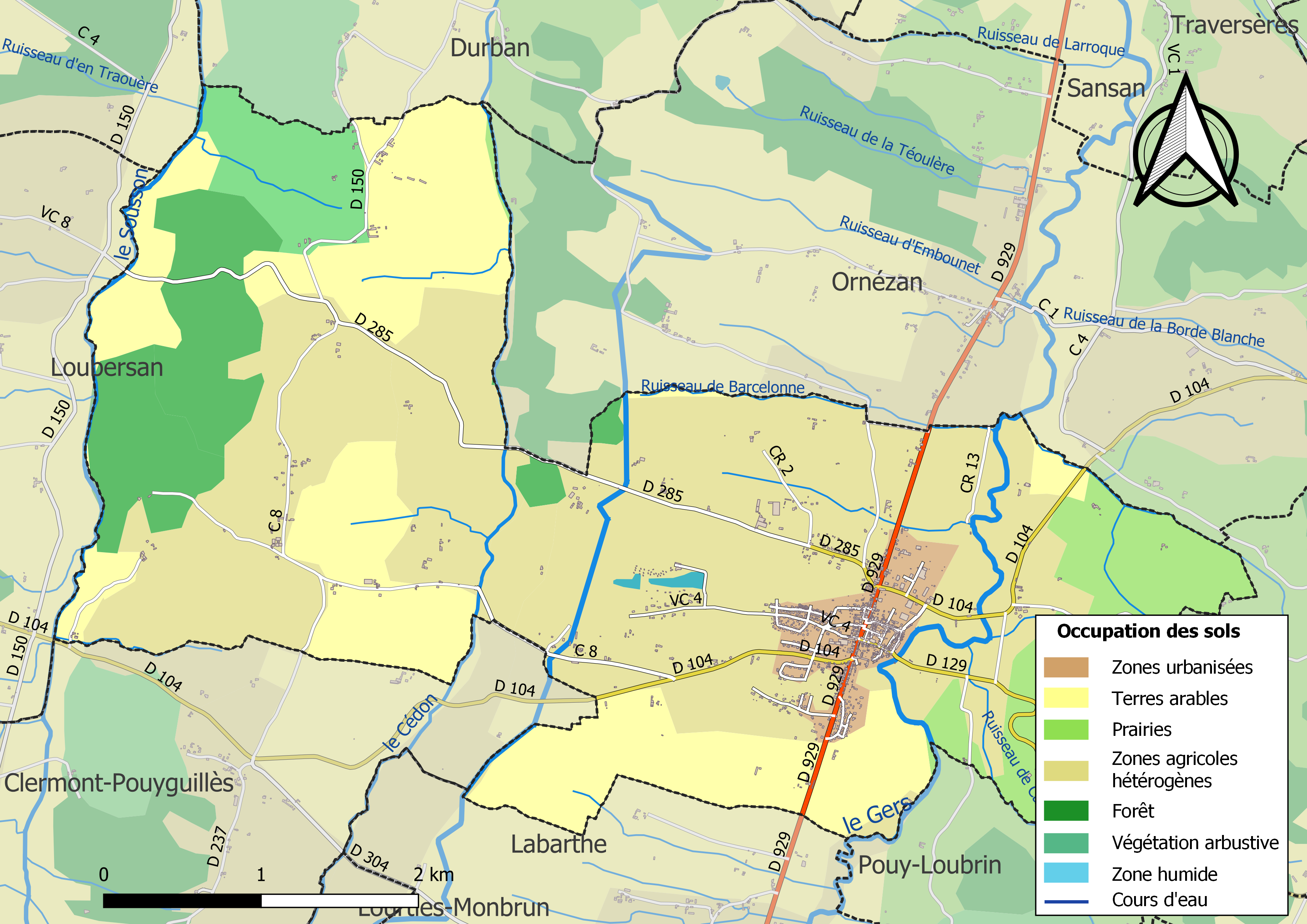
Carte des infrastructures et de l'occupation des sols de la commune en 2018 (CLC).

### Voies de communications et transports
Seissan est traversée du nord au sud par la D 929 qui relie Auch à Lannemezan.

### Risques majeurs
Le territoire de la commune de Seissan est vulnérable à différents aléas naturels : météorologiques (tempête, orage, neige, grand froid, canicule ou sécheresse), inondations et séisme (sismicité faible). Un site publié par le BRGM permet d'évaluer simplement et rapidement les risques d'un bien localisé soit par son adresse soit par le numéro de sa parcelle.
Certaines parties du territoire communal sont susceptibles d’être affectées par le risque d’inondation par débordement de cours d'eau, notamment le Gers, le Sousson et le Cédon. La cartographie des zones inondables en ex-Midi-Pyrénées réalisée dans le cadre du XIe Contrat de plan État-région, visant à informer les citoyens et les décideurs sur le risque d’inondation, est accessible sur le site de la DREAL Occitanie. La commune a été reconnue en état de catastrophe naturelle au titre des dommages causés par les inondations et coulées de boue survenues en 1993, 1999, 2000 et 2009,.

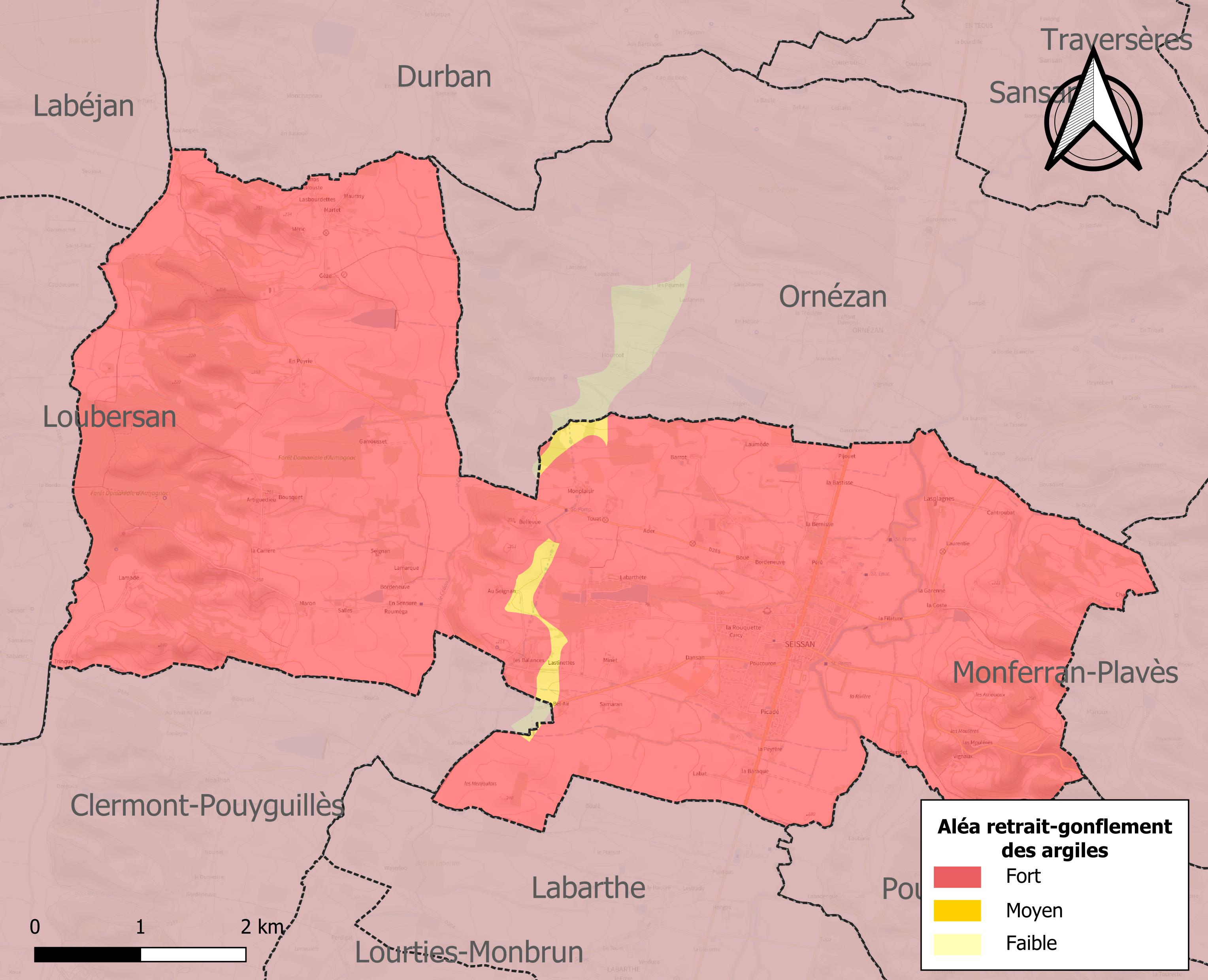
Carte des zones d'aléa retrait-gonflement des sols argileux de Seissan.

Le retrait-gonflement des sols argileux est susceptible d'engendrer des dommages importants aux bâtiments en cas d’alternance de périodes de sécheresse et de pluie. La totalité de la commune est en aléa moyen ou fort (94,5 % au niveau départemental et 48,5 % au niveau national). Sur les 567 bâtiments dénombrés sur la commune en 2019, 567 sont en aléa moyen ou fort, soit 100 %, à comparer aux 93 % au niveau départemental et 54 % au niveau national. Une cartographie de l'exposition du territoire national au retrait gonflement des sols argileux est disponible sur le site du BRGM,.
Par ailleurs, afin de mieux appréhender le risque d’affaissement de terrain, l'inventaire national des cavités souterraines permet de localiser celles situées sur la commune.
Concernant les mouvements de terrains, la commune a été reconnue en état de catastrophe naturelle au titre des dommages causés par la sécheresse en 1989, 1993 et 2011 et par des mouvements de terrain en 1999.

## Toponymie
Le nom de la commune en occitan gascon est Sheishan.

## Histoire

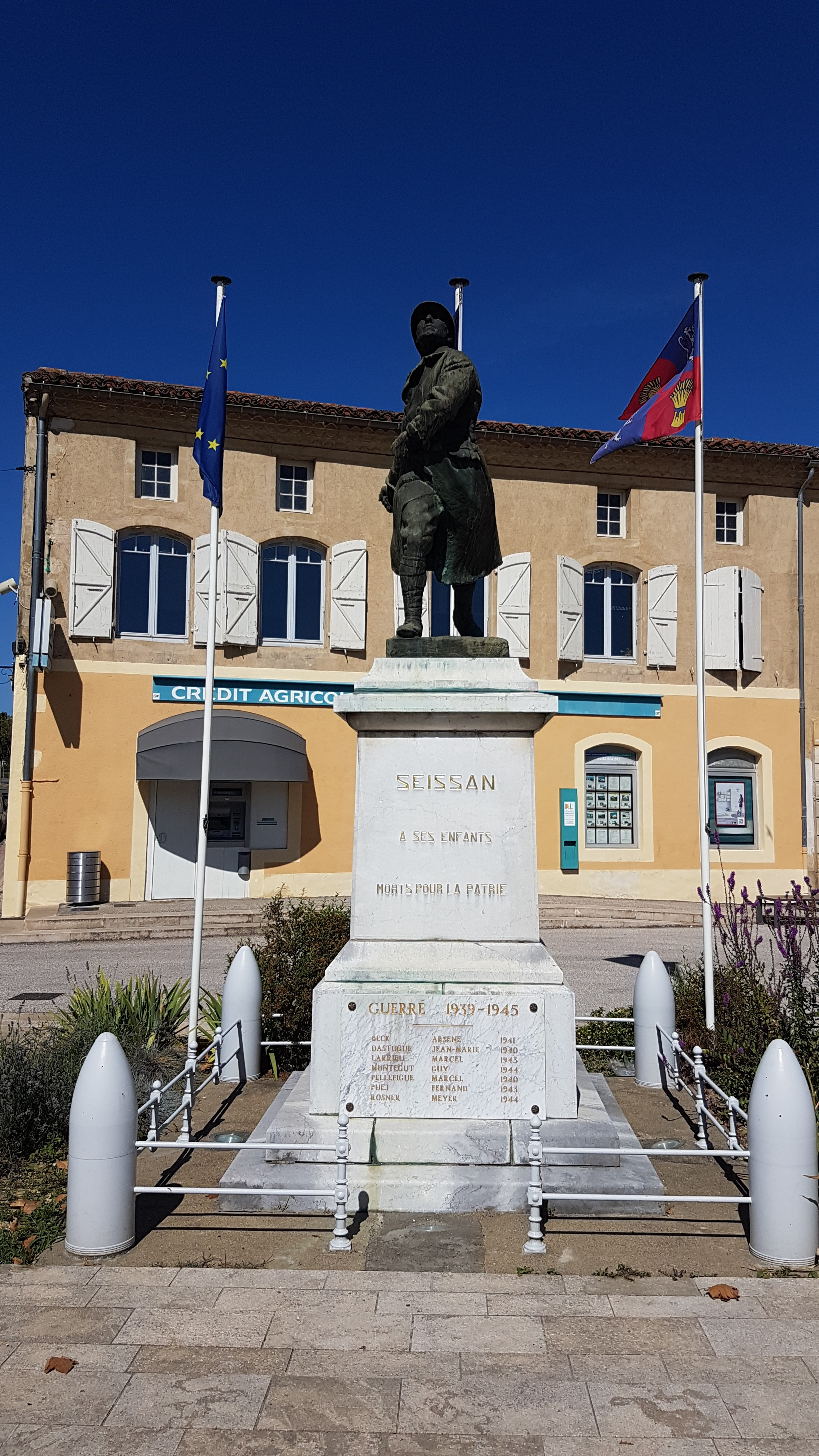
Le monument aux morts.

De nombreux vestiges découverts au lieu-dit le Gleyzia, sur la rive droite du Gers, attestent une présence gallo-romaine.
L’ancien Seissan a disparu, mais un castelnau a vu le jour au XIIe siècle, sur la rive gauche du Gers, autour d’un château, dont il ne reste que la tour, érigé par les abbés de Faget-Abbatial, propriétaires de la ville de Seissan.
La bastide est fondée en 1266, par le comte Bernard IV d'Astarac, en paréage avec l’abbé Bernard II, représentant l’abbaye de Faget-Abbatial. La bastide, aménagée autour du château, reçoit une charte de coutumes en 1288 mais se développa peu par la suite.
Vers 1775, l'aménagement de la nouvelle route menant d'Auch vers le sud dans la vallée d'Aure modifie profondément la structure de Seissan qui s'agrandit alors le long de ce nouvel axe.

### Artiguedieu
Artiguedieu est une ancienne commune qui absorba Le Garrané en 1822 et fut réunie à Seissan en 1972.

### Le Garrané
Le Garrané est une ancienne commune absorbée par Artiguedieu en 1822.

### Auriac
Pour les articles homonymes, voir Auriac.
Auriac est une ancienne commune réunie à Seissan en 1829.

## Politique et administration

### Administration municipale
Le conseil municipal de Seissan comprend quinze élus : le maire, quatre adjoints et dix conseillers municipaux.

### Liste des maires

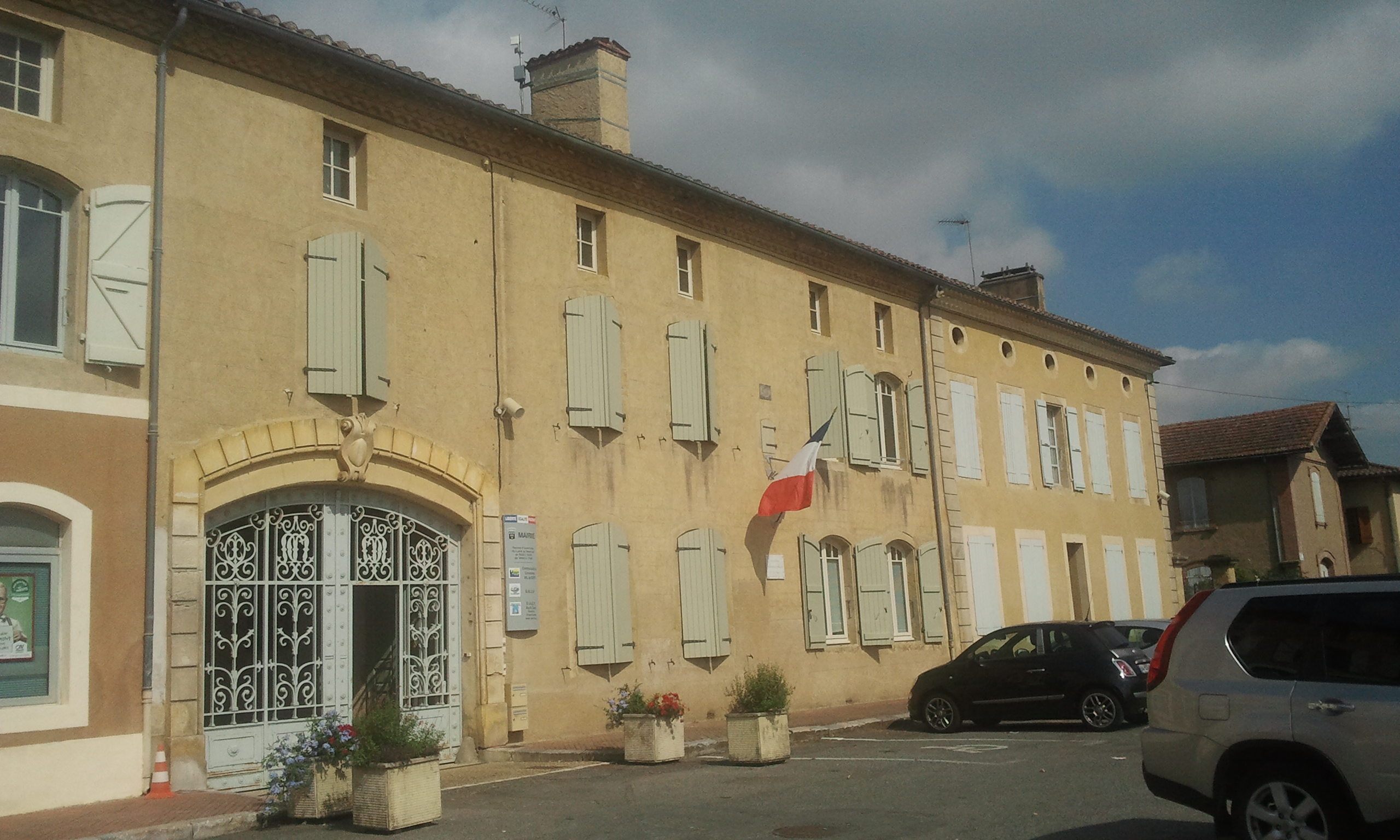
Mairie de Seissan.

| Période                                  | Période  | Identité         | Étiquette | Qualité                                                  |
| ---------------------------------------- | -------- | ---------------- | --------- | -------------------------------------------------------- |
| 1959                                     | 1990     | Pierre Prénéron  | MRP       |                                                          |
| 1990                                     | 2005     | Henri Datas      | RPR       | Chef d'entreprise                                        |
| novembre 2005                            | En cours | François Rivière | UDI       | Chef d'entreprise Président de la Communauté de Communes |
| Les données manquantes sont à compléter. |          |                  |           |                                                          |

## Population et société

### Démographie
la population en 2020 est de 1126 habitants
L'évolution du nombre d'habitants est connue à travers les recensements de la population effectués dans la commune depuis 1793. Pour les communes de moins de 10 000 habitants, une enquête de recensement portant sur toute la population est réalisée tous les cinq ans, les populations de référence des années intermédiaires étant quant à elles estimées par interpolation ou extrapolation. Pour la commune, le premier recensement exhaustif entrant dans le cadre du nouveau dispositif a été réalisé en 2008.

En 2022, la commune comptait 1 098 habitants, en évolution de +0,18 % par rapport à 2016 (Gers : +1,04 %, France hors Mayotte : +2,11 %).
| 1793 | 1800 | 1806 | 1821 | 1831 | 1841 | 1846 | 1851 | 1856 |
| ---- | ---- | ---- | ---- | ---- | ---- | ---- | ---- | ---- |
| 532  | 400  | 690  | 793  | 731  | 821  | 817  | 829  | 818  |

| 1861 | 1866 | 1872 | 1876 | 1881 | 1886 | 1891 | 1896 | 1901 |
| ---- | ---- | ---- | ---- | ---- | ---- | ---- | ---- | ---- |
| 850  | 842  | 902  | 962  | 924  | 915  | 869  | 876  | 837  |

| 1906 | 1911 | 1921 | 1926 | 1931 | 1936 | 1946 | 1954 | 1962 |
| ---- | ---- | ---- | ---- | ---- | ---- | ---- | ---- | ---- |
| 882  | 870  | 786  | 776  | 785  | 680  | 633  | 666  | 724  |

| 1968 | 1975 | 1982  | 1990 | 1999  | 2006  | 2008  | 2013  | 2018  |
| ---- | ---- | ----- | ---- | ----- | ----- | ----- | ----- | ----- |
| 820  | 965  | 1 011 | 984  | 1 002 | 1 032 | 1 041 | 1 085 | 1 087 |

| 2022  | - | - | - | - | - | - | - | - |
| ----- | - | - | - | - | - | - | - | - |
| 1 098 | - | - | - | - | - | - | - | - |

| selon la population municipale des années : | 1968 | 1975 | 1982 | 1990 | 1999 | 2006 | 2009 | 2013 |
| Rang de la commune dans le département      | 35   | 31   | 24   | 27   | 27   | 30   | 31   | 30   |
| Nombre de communes du département           | 466  | 462  | 462  | 462  | 463  | 463  | 463  | 463  |

### Manifestations culturelles et festivités
- Le marché de la commune a lieu les vendredis. Ce jour de la semaine pour le marché de Seissan est fixé par une lettre patente de François Ier en 1532[42].
- Le marché à l’ancienne « Lou Marcat de Bet Tems A », a le premier vendredi d’août.
- Le Festival Welcome in Tziganie est organisé par l'association L'Air des Balkans et a lieu au printemps. Auparavant à Pavie puis Auch, ce festival est dédié aux cultures et musiques tziganes et balkaniques[43].

## Économie

### Revenus
En 2018  (données Insee publiées en septembre 2021), la commune compte 506 ménages fiscaux, regroupant 1 071 personnes. La médiane du revenu disponible par unité de consommation est de 20 590 € (20 820 € dans le département).

### Emploi
|                | 2008  | 2013  | 2018  |
| -------------- | ----- | ----- | ----- |
| Commune        | 4,8 % | 7,7 % | 6,9 % |
| Département    | 6,1 % | 7,5 % | 8,2 % |
| France entière | 8,3 % | 10 %  | 10 %  |

En 2018, la population âgée de 15 à 64 ans s'élève à 609 personnes, parmi lesquelles on compte 77,7 % d'actifs (70,8 % ayant un emploi et 6,9 % de chômeurs) et 22,3 % d'inactifs,. Depuis 2008, le taux de chômage communal (au sens du recensement) des 15-64 ans est inférieur à celui de la France et du département.
La commune fait partie de la couronne de l'aire d'attraction d'Auch, du fait qu'au moins 15 % des actifs travaillent dans le pôle,. Elle compte 390 emplois en 2018, contre 337 en 2013 et 318 en 2008. Le nombre d'actifs ayant un emploi résidant dans la commune est de 439, soit un indicateur de concentration d'emploi de 88,9 % et un taux d'activité parmi les 15 ans ou plus de 53 %.
Sur ces 439 actifs de 15 ans ou plus ayant un emploi, 121 travaillent dans la commune, soit 28 % des habitants. Pour se rendre au travail, 84,5 % des habitants utilisent un véhicule personnel ou de fonction à quatre roues, 0,7 % les transports en commun, 8 % s'y rendent en deux-roues, à vélo ou à pied et 6,8 % n'ont pas besoin de transport (travail au domicile).

### Activités hors agriculture

#### Secteurs d'activités
115 établissements sont implantés  à Seissan au 31 décembre 2019. Le tableau ci-dessous en détaille le nombre par secteur d'activité et compare les ratios avec ceux du département,.
| Secteur d'activité                                                                                        | Commune | Commune | Département |
| Secteur d'activité                                                                                        | Nombre  | %       | %           |
| --- | ------- | ------- | ----------- |
| Ensemble                                                                                                  | 115     | 100 %   | (100 %)     |
| Industrie manufacturière, industries extractives et autres                                                | 17      | 14,8 %  | (12,3 %)    |
| Construction                                                                                              | 11      | 9,6 %   | (14,6 %)    |
| Commerce de gros et de détail, transports, hébergement et restauration                                    | 33      | 28,7 %  | (27,7 %)    |
| Information et communication                                                                              | 1       | 0,9 %   | (1,8 %)     |
| Activités financières et d'assurance                                                                      | 3       | 2,6 %   | (3,5 %)     |
| Activités immobilières                                                                                    | 8       | 7 %     | (5,2 %)     |
| Activités spécialisées, scientifiques et techniques et activités de services administratifs et de soutien | 13      | 11,3 %  | (14,4 %)    |
| Administration publique, enseignement, santé humaine et action sociale                                    | 19      | 16,5 %  | (12,3 %)    |
| Autres activités de services                                                                              | 10      | 8,7 %   | (8,3 %)     |

Le secteur du commerce de gros et de détail, des transports, de l'hébergement et de la restauration est prépondérant sur la commune puisqu'il représente 28,7 % du nombre total d'établissements de la commune (33 sur les 115 entreprises implantées  à Seissan), contre 27,7 % au niveau départemental.

#### Entreprises et commerces
Les quatre entreprises ayant leur siège social sur le territoire communal qui génèrent le plus de chiffre d'affaires en 2020 sont : 
- Datas Freres, commerce de gros (commerce interentreprises) de bois et de matériaux de construction (3 221 k€)
- Service Agro Alimentaire Gersois - Saag, fabrication de plats préparés (334 k€)
- Val De Gers Optique, commerces de détail d'optique (126 k€)
- Olala, vente par automates et autres commerces de détail hors magasin, éventaires ou marchés n.c.a. (82 k€)

### Agriculture
La commune est dans l'Astarac, une petite région agricole englobant tout le Sud du département du Gers, un quart de sa superficie, et correspondant au pied de lʼéventail gascon. En 2020, l'orientation technico-économique de l'agriculture  sur la commune est la polyculture et/ou le polyélevage.
|               | 1988  | 2000  | 2010  | 2020  |
| ------------- | ----- | ----- | ----- | ----- |
| Exploitations | 43    | 35    | 29    | 32    |
| SAU (ha)      | 1 420 | 1 399 | 1 214 | 1 488 |

Le nombre d'exploitations agricoles en activité et ayant leur siège dans la commune est passé de 43 lors du recensement agricole de 1988  à 35 en 2000 puis à 29 en 2010 et enfin à 32 en 2020, soit une baisse de 26 % en 32 ans. Le même mouvement est observé à l'échelle du département qui a perdu pendant cette période 51 % de ses exploitations,. La surface agricole utilisée sur la commune a quant à elle augmenté, passant de 1 420 ha en 1988 à 1 488 ha en 2020. Parallèlement la surface agricole utilisée moyenne par exploitation a augmenté, passant de 33 à 47 ha.

## Culture locale et patrimoine

### Lieux et monuments
- L'église Notre-Dame, construite de 1874 à 1890, après que l'ancienne église a été rasée en 1869[32].
- La maison abbatiale du XVe siècle à encorbellement, dont le second étage est formé de colombages disposés en croix de Saint-André, située au bord du Gers.
- L’église Notre Dame-de-l'Assomption d'Artiguedieu[49].
- Église Saint-Jean-Baptiste de Seissan, édifice du XIe siècle aux origines pré-romanes.
- Église Notre-Dame-de-l'Assomption du Garanné.
- Le château de Seissan.
- Le château d’Artiguedieu.
- Le château du Garrané.
- Le château de Lasplagnes.
- La motte castrale du Tuco.
- Le pigeonnier de la Bernisse.
- Les halles.
- Le kiosque à musique.
- Le buste d'Édouard Lartet.

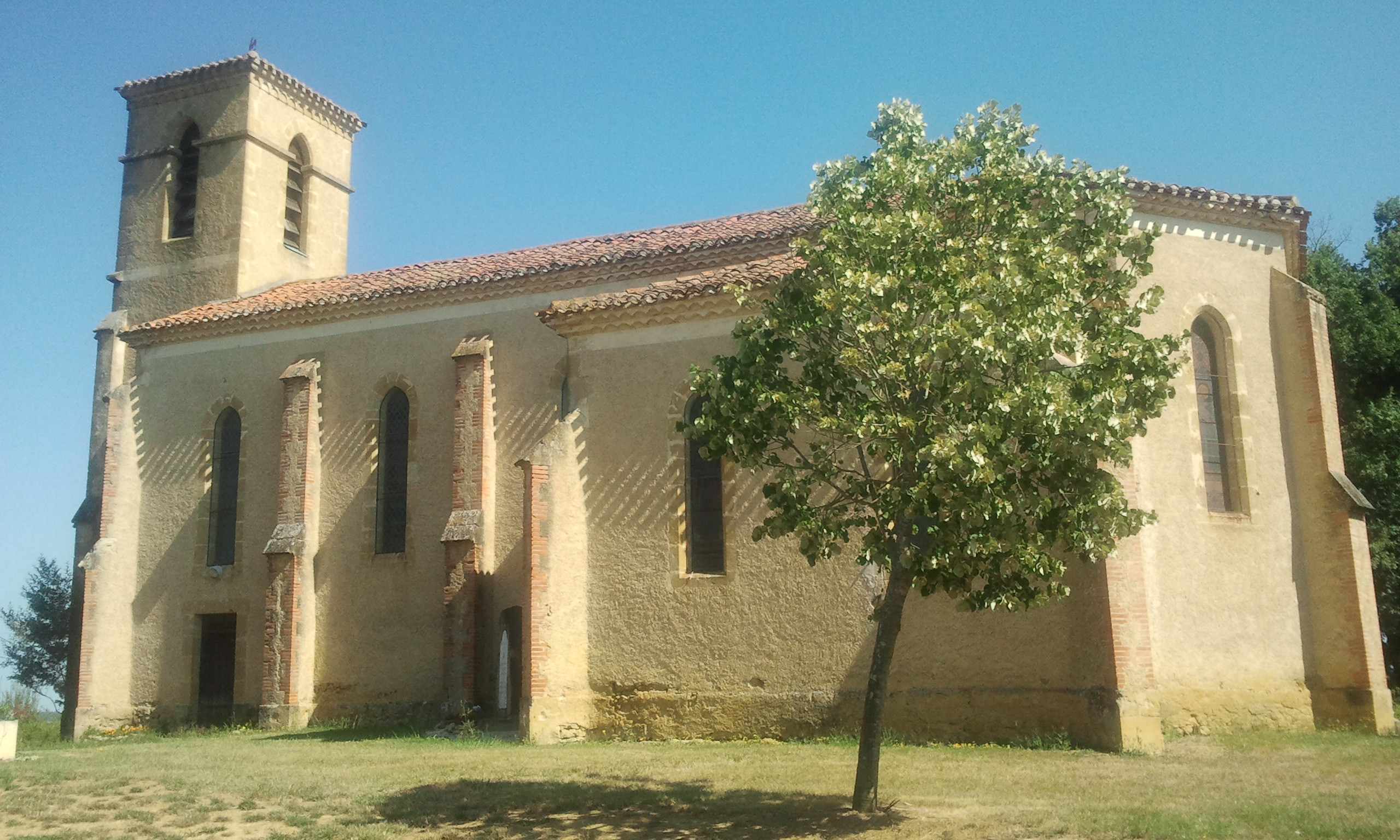
Église Notre-Dame-de-l'Assomption d'Artiguedieu
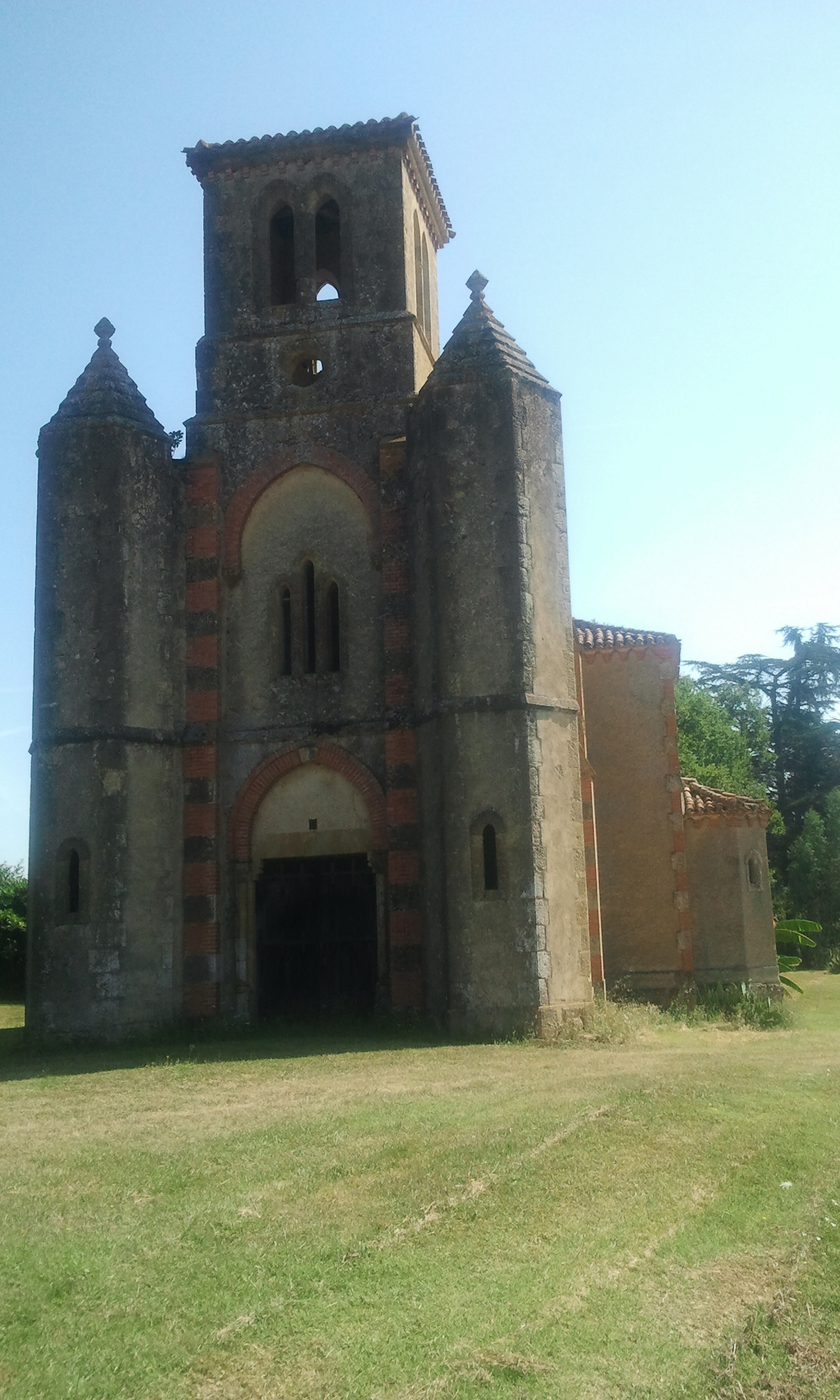
Église Notre-Dame-de-l'Assomption du Garanné
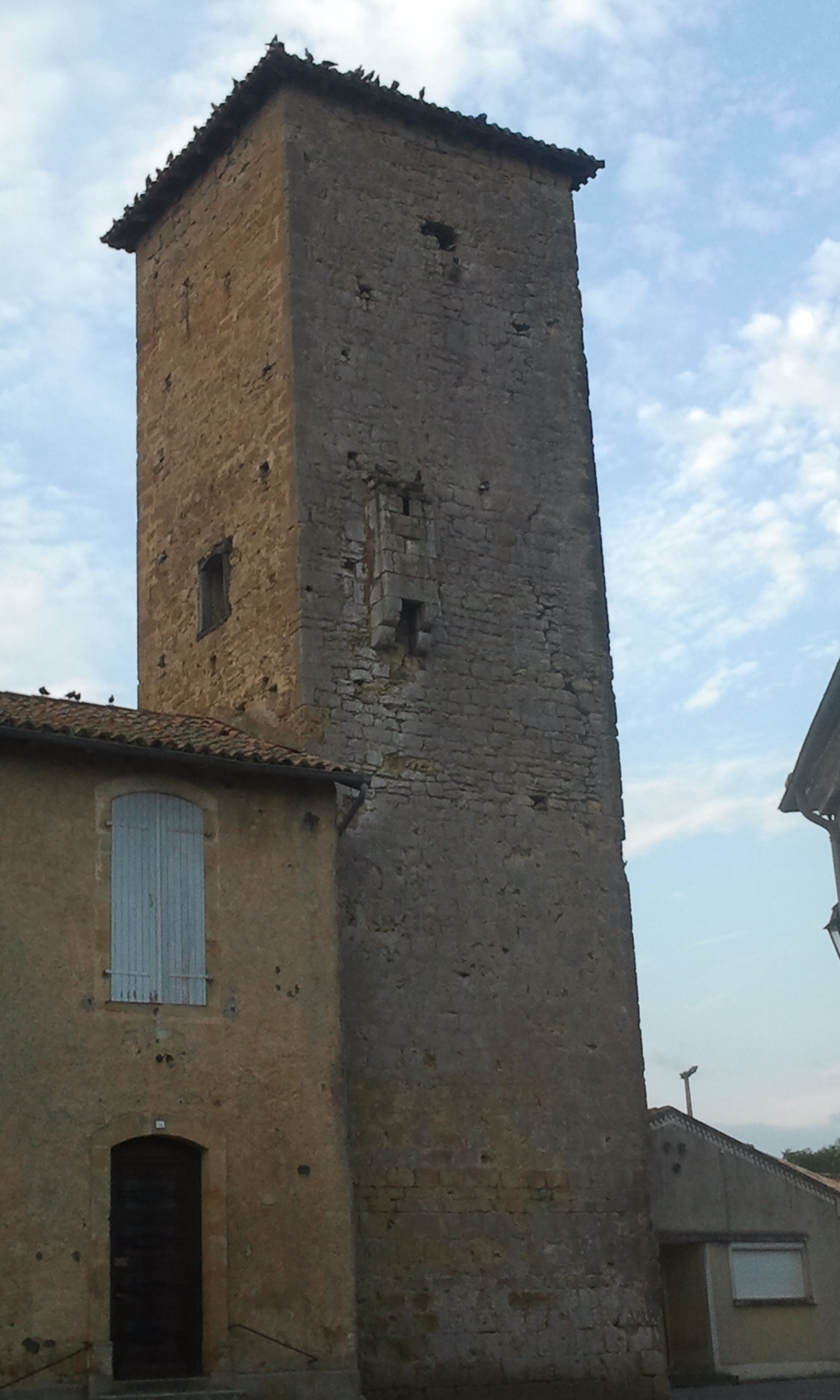
Tour du château de Seissan.
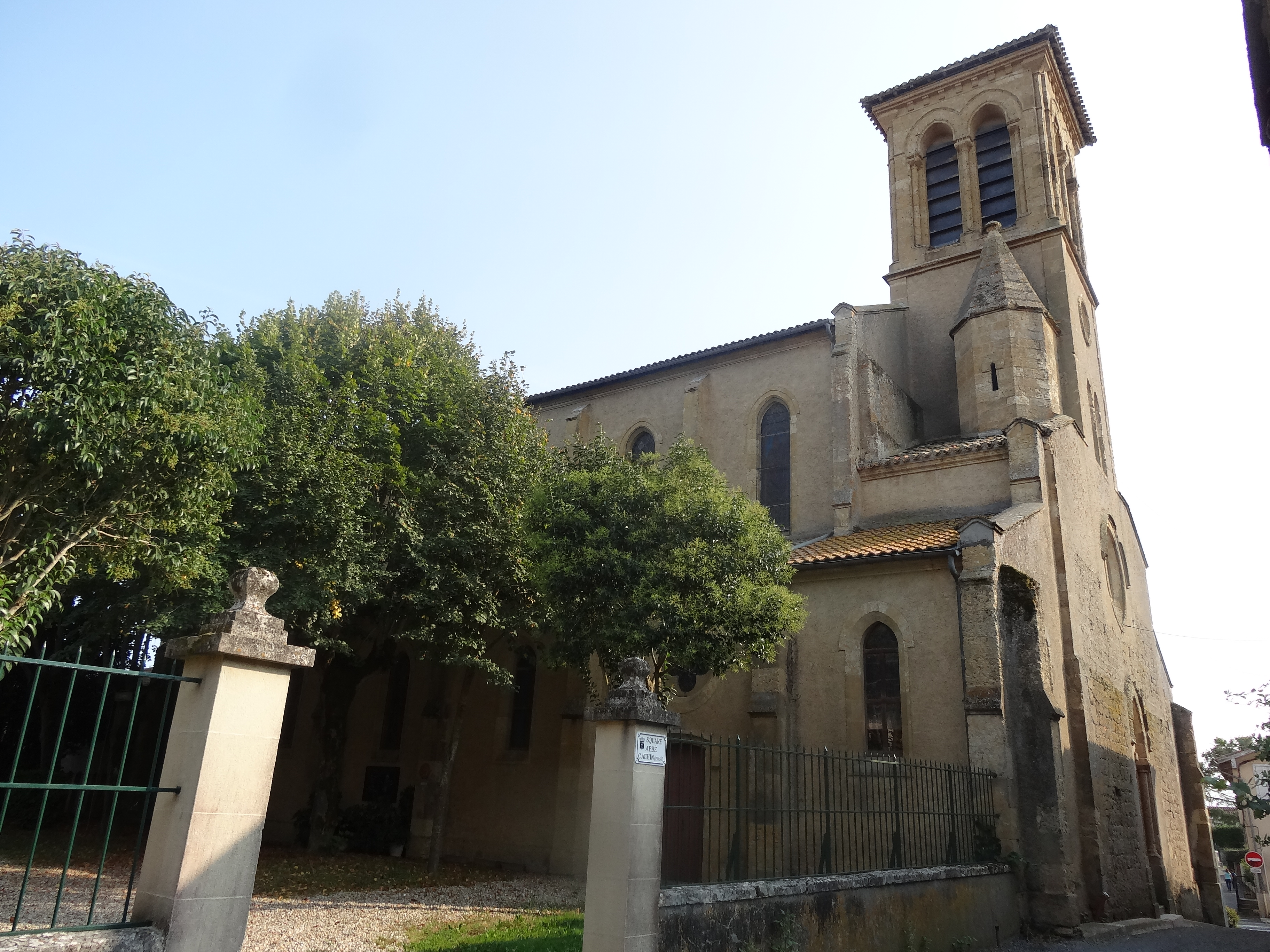
Église Notre-Dame de Seissan
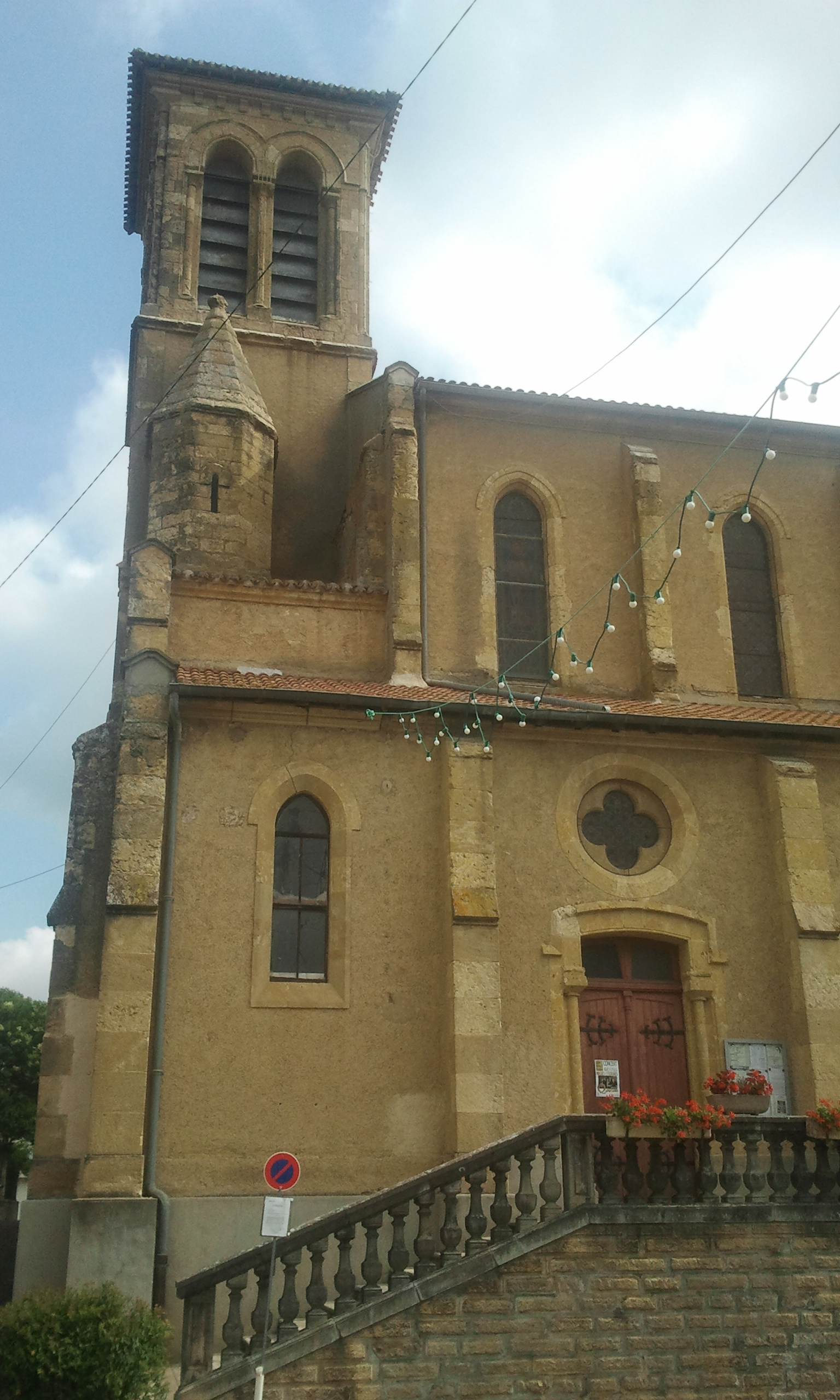
Clocher de l'église Notre-Dame de Seissan.
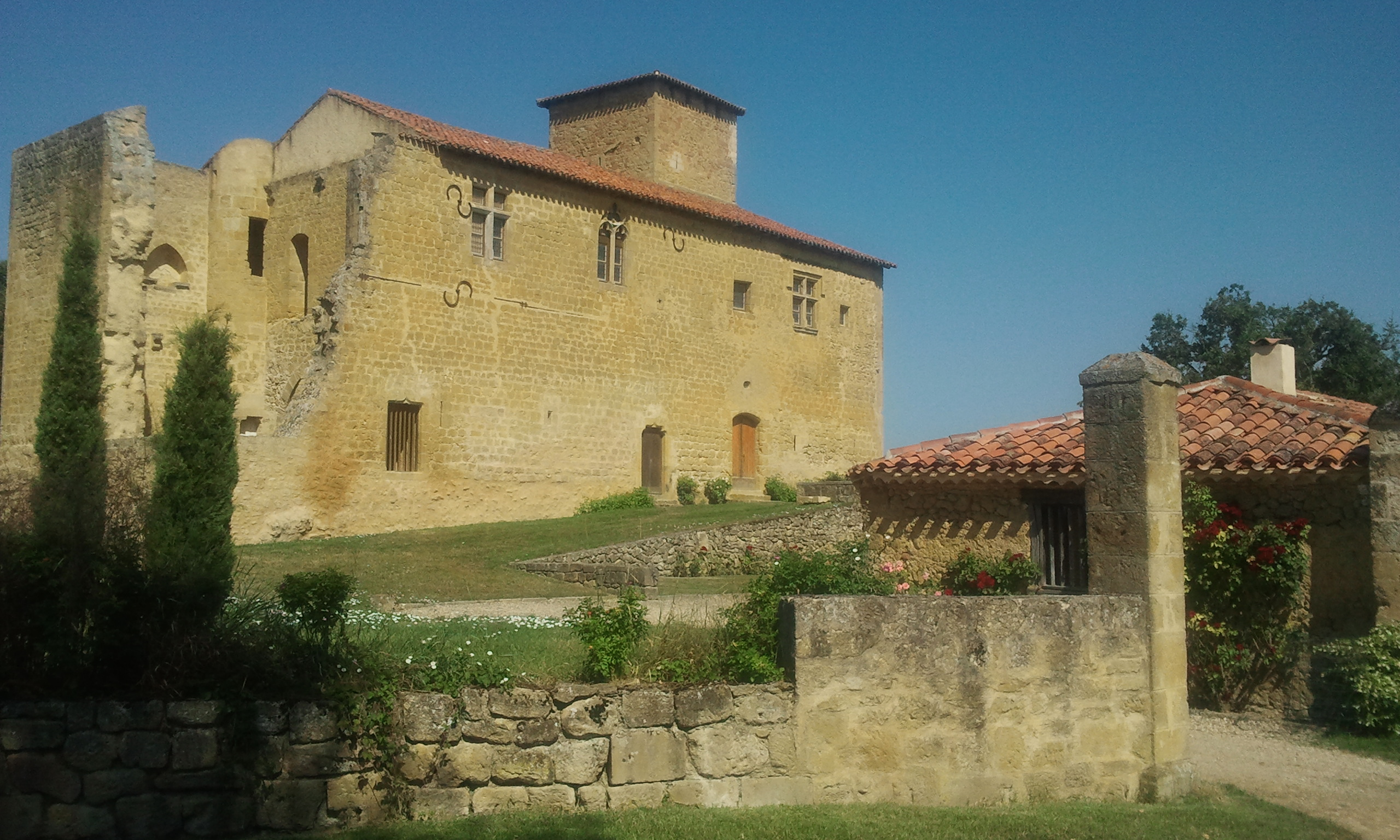
Château du Garrané.

### Personnalités liées à la commune
- Édouard Lartet (1801-1871) : paléontologue mort à Seissan ;
- Anselme Batbie (1828-1887) : juriste et homme politique né à Seissan ;
- Louis Lartet (1840-1899) : paléontologue, fils d'Édouard Lartet, mort à Seissan ;
- Jo-El Azara (1937-) : auteur de bande dessinée belge qui a vécu et est mort à Seissan.

### Héraldique
| Blason | Blasonnement : De sable aux six quintefeuilles d'argent ordonnées 3, 2 et 1. |